# أحمد قاسم
أحمد قاسم (بالملايوية: Ahmad Kasim)‏ هو سياسي ماليزي، ولد في 24 مارس 1963 في قدح في ماليزيا. حزبياً، نشط في حزب عدالة الشعب. وقد انتخب عضو ديوان الرعية ‏.